# Rögnvald le Glorieux
Rögnvald heidum-hæri ou Rǫgnvaldr heiðum-hæri, c'est-à-dire Rögnvald le Glorieux, est un roi du Vestfold (sud de la Norvège) qui vécut probablement dans la seconde moitié du IXe siècle. Il succéda à son père Ólaf Geirstadaálf (« l'elfe de Geirstad »). Rögnvald était le cousin du roi de Norvège Harald inn hárfagri (« à la belle chevelure »).
Il doit sa notoriété au fait que c'est en son honneur que le scalde Thjódólf des Hvínir composa l’Ynglingatal, poème évoquant vingt-six ascendants de Rögnvald en ligne paternelle depuis le roi légendaire Fjölnir, dressant ainsi la généalogie de la dynastie suédoise des Ynglingar.
Toutefois, ni la strophe de l’Ynglingatal qui l'évoque, ni le chapitre de la Saga des Ynglingar qui lui est consacré, ne fournissent davantage d'informations sur son compte.

## Sources
- Snorri Sturluson, Saga des Ynglingar [détail des éditions] : prologue, 50
- Thjódólf des Hvínir, Ynglingatal : 37